# Glades County
Glades County is een county in de Amerikaanse staat Florida.
De county heeft een landoppervlakte van 2.004 km² en telt 10.576 inwoners (volkstelling 2000). De hoofdplaats is Moore Haven.

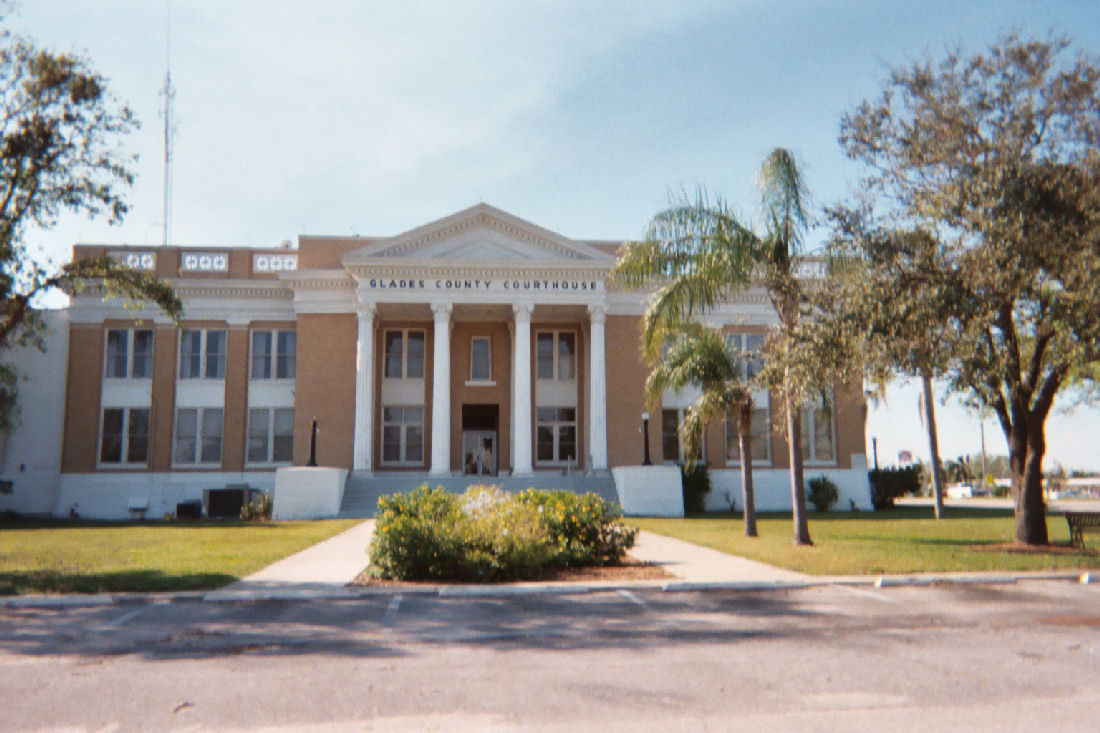
Glades County Courthouse